# Falsa Tortuga

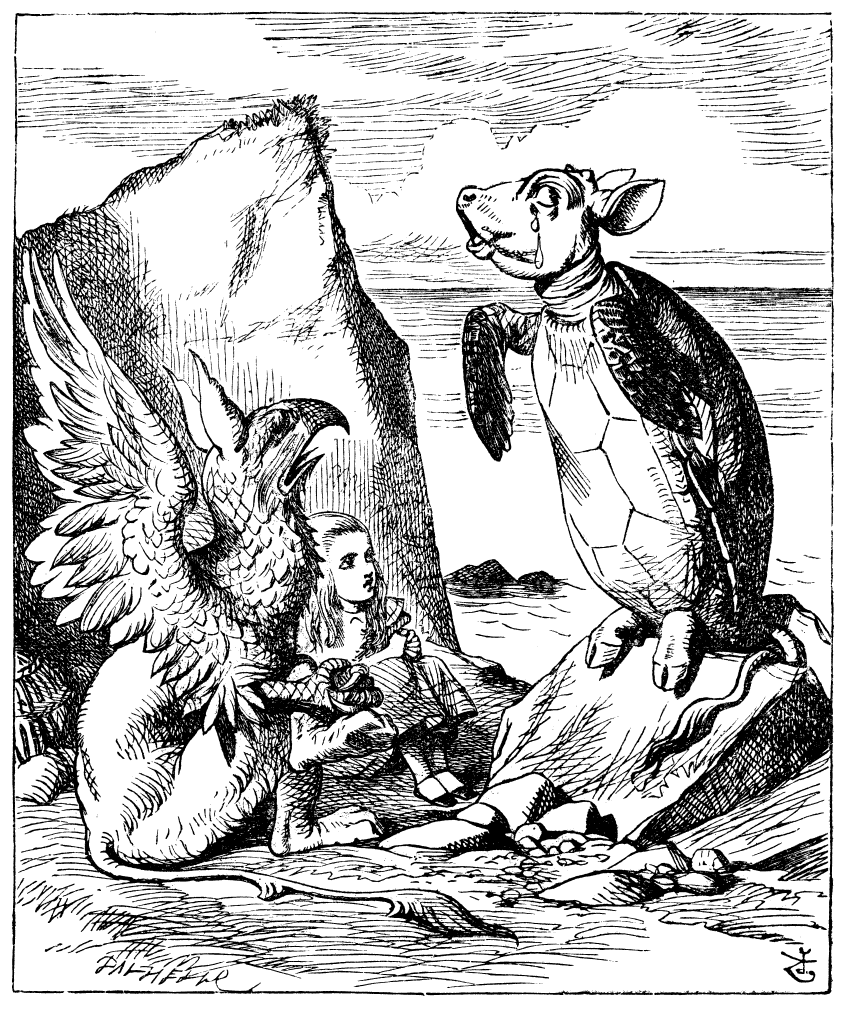
El Grifo y Alicia escuchan la historia de la Falsa Tortuga.

La Falsa tortuga o la Tortuga artificial es un personaje ficticio que aparece en la obra Las aventuras de Alicia en el país de las maravillas, del escritor inglés Lewis Carroll. Su nombre y las características del personaje derivan de un platillo inglés creado en el siglo XVIII y que era popular en la era victoriana: la sopa de tortuga falsa, o mock turtle soup.
"Entonces la Reina se detuvo, completamente sin aliento, y dijo a Alicia.
-¿Has visto a la Falsa Tortuga?
-No -dijo Alicia-.  Ni siquiera sé lo que es.
-Es de lo que se hace la Sopa de Falsa Tortuga -dijo la Reina."
Alicia en el país de las maravillas, capítulo IX.

## Origen del Concepto
La sopa de tortuga falsa fue creada en Inglaterra como un substituto barato de la frecuentemente inaccesible sopa de tortuga. En vez de utilizar carne de tortuga, la textura de la misma se imitaba empleando pedazos de vísceras, sesos, pezuñas, patas y colas de novillo.
Carroll disfrutaba los juegos de palabras y las bromas a la sociedad victoriana y su etiqueta. Las ilustraciones que John Tenniel hizo del personaje, aumentan el valor cómico del mismo, ya que muestran a una criatura compuesta de partes de dos animales: tronco, caparazón y aletas de tortuga marina, pero cabeza, cola y patas de novillo.

## Descripción
En el libro, la Falsa Tortuga es un personaje melancólico, que añora, al parecer, los días en los que era una tortuga de verdad.
- Datos: Q2668352
- Multimedia: Mock Turtle / Q2668352